# 烏克蘭聖誕節
傳統的烏克蘭聖誕節慶祝活動從平安夜開始，由12月24日一直延續至1月6日，該日是慶祝耶穌受洗的日子，在烏克蘭被稱為主顯節或洗禮節。聖誕節是根據格里曆和儒略改革曆而訂立，由烏克蘭正教會、烏克蘭天主教會（包括拉丁禮和烏克蘭希臘禮天主教會）以及大多數烏克蘭基督新教徒所採用。
烏克蘭正教會、原莫斯科宗主教圣统乌克兰正教会（羅馬尼亞教區除外）、部分教區和基督新教教堂原訂按照儒略曆慶祝聖誕節，因此其假期從1月6日持續到1月19日。
20世紀大部分的時間，由於蘇聯反宗教政策，聖誕節幾乎在烏克蘭的日曆中抹去，但許多傳統卻倖存下來，並再次複興。2023年，烏克蘭宣布聖誕節正式恢復使用格里曆，從原定1月7日改回12月25日，這是1917年以後首次在12月25日慶祝聖誕。

## 歷史
在烏克蘭，隨著998年基輔大公弗拉基米爾一世·斯維亞托斯拉維奇下令羅斯受洗，聖誕假期成為官方慶祝活動。然而，考慮到基輔羅斯擁有的更早期基督教社區，慶祝活動可能有更長的歷史。

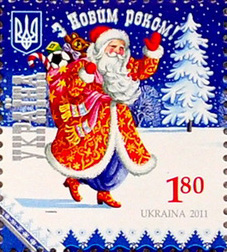
紀念聖誕節的烏克蘭郵票，印有嚴寒老人和聖誕祝福語。

19世紀，俄羅斯帝國皇帝尼古拉一世的妻子，亞歷山德拉·費奧多羅芙娜皇后從她的祖國普魯士引進以一棵裝飾華麗的聖誕樹來成為聖誕節焦點的傳統。同一的時期，贈送兒童禮物的聖誕傳統也開始在當地落地生根。聖誕禮物傳統上由嚴寒老人（聖誕老人在烏克蘭的對應象徵，身形稍高瘦）帶來。嚴寒老人根植於斯拉夫民間傳說，他有一位美麗的孫女雪姑娘，她陪同他一同坐在由三匹馬所拉的雪橇上。
在蘇聯初期，所有宗教慶祝活動都在蘇聯官方無神論國家政策下受到打壓。布爾什維克主張聖誕節是一種異教崇拜太陽的儀式，毫無科學事實依據，並譴責聖誕樹是資產階級的德國進口品。1929年，斯太林政權的法令廢除所有宗教節日，包括聖誕節。然而，1935年在蘇聯內部政治出現令人意外的轉變，許多烏克蘭聖誕傳統因約瑟夫·斯大林的顧問們說服領導人，工人階級需要在漫長而寒冷的冬季中休息之觀念下，聖誕節成為世俗新年慶祝活動的一部分而復興。聖誕樹被改頭換面為「新年樹」，受到蘇聯各地兒童的欣賞，包括那些由於宗教傳統不同而歷史上未曾慶祝聖誕節的共和國，如中亞地區的一些共和國。其他烏克蘭聖誕的元素和傳統，如贈禮、嚴寒老人的拜訪和聖誕裝飾，失去了宗教意義，並與世俗的新年慶祝活動相關聯。
1991年，在蘇聯解體後，聖誕節隨著其他宗教節日一同恢復。特別是近年來，烏克蘭人將與蘇聯時代相關聯的嚴寒老人轉向更傳統的聖尼古拉，他曾在烏克蘭西部廣受歡迎。

## 慶祝日期

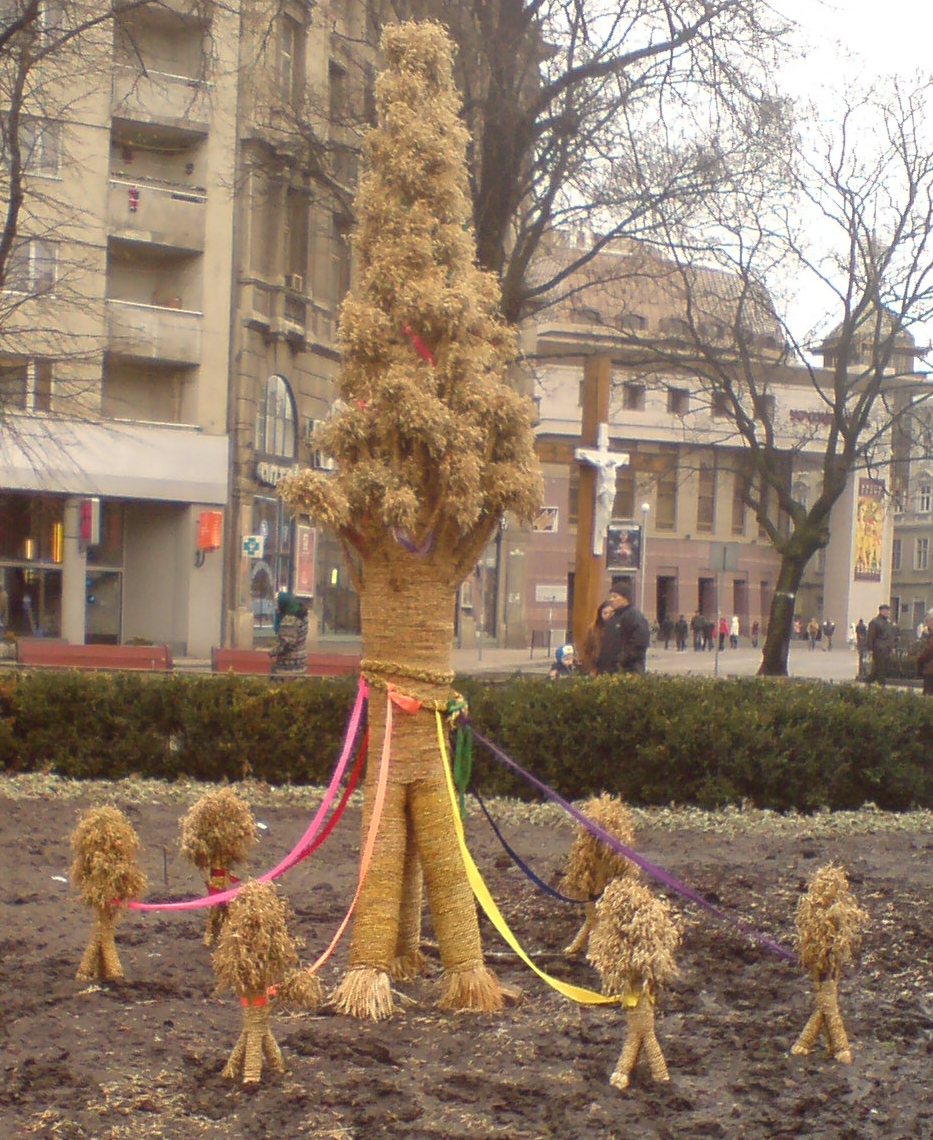
利沃夫的迪杜赫

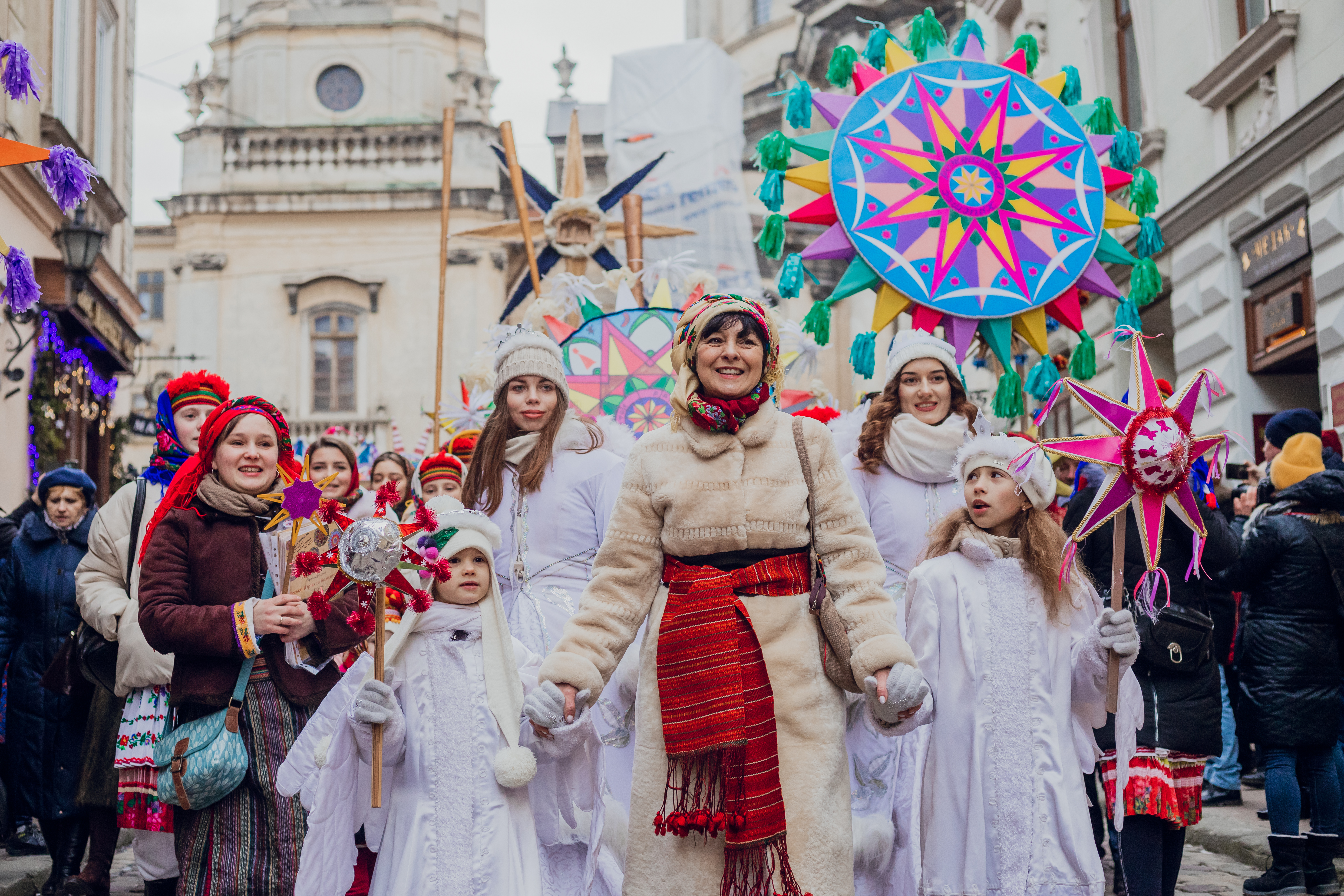
2022年1月，利沃夫舉行聖誕遊行，當時遵循儒略曆

傳統的烏克蘭聖誕節慶祝活動從平安夜開始，由12月24日一直延續至1月6日，該日是慶祝耶穌受洗的日子，在烏克蘭被稱為主顯節或洗禮節。此日子由烏克蘭正教會、烏克蘭天主教會（包括拉丁禮和烏克蘭希臘禮天主教會）以及大多數烏克蘭基督新教徒所採用。
2017年12月25日起，格里曆聖誕節成為烏克蘭官方政府假期。正教會主要遵循儒略曆，而1月7日也是烏克蘭公共假期。在2020年12月，烏克蘭正教會領袖伊皮法紐斯都主教表示，在教會和信徒做好準備、進行教育工作後，烏克蘭將聖誕節日期改為12月25日是可能的。聲明指出，主顯節的改期將導致所有固定假期的日期推前13天。同樣在2020年12月，烏克蘭希臘禮天主教會領袖斯維亞托斯拉夫·舍夫丘克大總主教表示，希臘禮天主教會將與「我們正教會弟兄們」共同解決這個問題。他還指出，這個問題並非教義上的，應該克服教會分歧，而不是引起新的分歧，並認為慶祝聖誕節的新曆法——12月25日，應由平信徒發起。
烏克蘭境內約百多個羅馬尼亞少數民族教區隸屬於烏克蘭正教會 (2022年)，與羅馬尼亞正教會一樣，依照儒略改革曆，在12月25日慶祝聖誕節。
2022年10月18日，烏克蘭東正教會允許教區按照儒略改革曆12月25日舉行聖誕彌撒。在這一天的神聖崇拜中，參與者免除禁食的限制。
2022年12月24日，在一次會見期間，斯維亞托斯拉夫大總主教向伊皮法紐斯都主教遞交了一封信函，概述烏克蘭希臘禮天主教會的主教們對於曆法改革的考慮。這些宗教領袖們決定建立一個聯合工作小組，研究有關曆法改革的具體提案。這個聯合小組的成立是在紀念325年於尼西亞舉行的第一次尼西亞公會議1700週年之際發起。在這次大公會議中，特別確定教會生活的曆法原則。
2023年2月2日，烏克蘭正教會公會議允許並批准對教區和修道院全面使用儒略改革曆的祝福程序。並且在2023年5月24日，將召開主教理事會的會議，討論曆法改革的議題。
2023年2月，烏克蘭希臘禮天主教會決定從2023年9月起，除復活節外的固定節日轉為使用儒略改革曆。烏克蘭希臘禮天主教會的教區如未準備好在2023年轉換至新曆法，可在2025年9月1日前有一過渡期。
2023年5月24日，烏克蘭正教會正式宣布，12月25日將成為烏克蘭正教徒聖誕紀念和慶祝活動的固定日期。教會正式確立使用儒略改革曆於固定節日和隆重慶典，但與世界其他正教會一樣，依舊保留儒略歷的復活節。7月27日，基輔公會議批准這一過渡。
2023年6月28日，烏克蘭總統弗拉基米爾·澤連斯基向烏克蘭最高拉達提交一份法案，取消1月7日的儒略曆聖誕節，確認12月25日作為唯一的慶祝日，體現烏克蘭正教會和烏克蘭希臘禮天主教會曆法的變化。最高拉達在2023年7月14日通過了這項法律，有241名議員投票贊成。澤連斯基於2023年7月28日簽署這項法律。
根據國際公司德勤在2023年11月進行的一項研究，隨著烏克蘭基督教會過渡到新曆法，大多數烏克蘭人（約45%）將在12月25日慶祝聖誕節，僅有17%在1月7日慶祝，而32%計劃進行雙重慶祝新舊聖誕節。自1917年以後，2023年烏克蘭的聖誕節將首次正式定於12月25日。
亞美尼亞使徒教會的烏克蘭亞美尼亞教區和亞美尼亞禮天主教利沃夫總教區根據格里曆，於1月5日至1月6日慶祝聖誕節以及主顯節。

## 習俗

### 聖夜

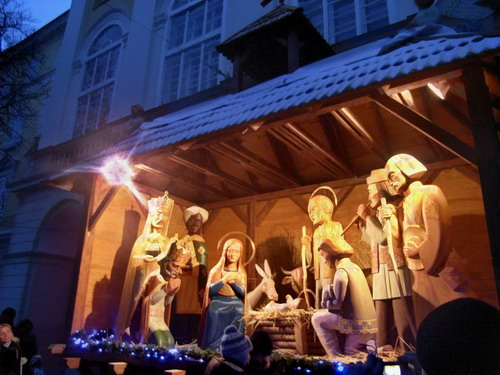
耶穌降生場景

12月24日的平安夜在烏克蘭被稱為「Святий вечір」或「Святвечір」，意為「聖夜」，擁有眾多習俗和儀式，其中大多數早於基督教傳入烏克蘭。傳統包括用特殊的物品（用麥穗、大蒜和乾草等捆成的象徵性物件，稱為迪杜赫）裝飾房屋和餐桌，演唱科利亞達（即聖誕頌歌）等。每個儀式都有其獨特的意義和目的，例如在繡花桌巾上放幾縷乾草，提醒人們伯利恆的馬槽。當晚一項顯著習俗是一頓特別的晚餐，被稱為聖夜十二道菜。
信奉烏克蘭正教會和烏克蘭希臘禮天主教會的烏克蘭人會在聖夜上進行禁食，拉丁教會的天主教徒和基督新教徒也可以選擇在這一天遵循傳統；只有在晚上天空中看到第一顆星星時，晚餐才能開始。家人齊聚一堂，享用一頓通常包括12道菜的晚餐（有時數量從7到17不等）。這12道菜傳統上是素食加魚，不包含肉類、奶製品或雞蛋。雖然供應的菜品可能因地區和家庭而異，但兩道必備的菜品是康波特和庫提亞，根據民族學家赫韋迪爾·沃夫克的說法，它們被認為是可以追溯到新石器時代的古老儀式的遺留物。庫提亞是一道由穀物、蜂蜜和罌粟籽製成的菜品，傳統上在餐前首先供奉給霜。一匙庫提亞會被投向天花板，而在鄉村，黏附的罌粟籽的數量預示著來年田野、果園和家畜的豐盛。這菜品在一年中很少供應。康波特是一種用煮過的乾果和漿果製成的飲料。它可以混合在庫提亞中，或在餐後單獨供應。這兩道菜也會在聖像角（家中帶有東正教/東方天主教聖像或拉丁天主教聖人形象的角落）放置過夜，以供奉家庭內已故的祖先，或在最近的情況下，供奉在俄烏戰爭期間喪生的家庭成員，尤其是在烏克蘭武裝部隊和其他制服組織中陣亡的人。
接下來是通宵的聖誕守夜，烏克蘭家庭會成群結隊前往當地的教堂參加感恩崇拜，慶祝耶穌在馬槽中降生。韋爾泰普是一種傳統的可攜式耶穌降生場景，用木偶形式代表聖誕和其他人物。

### 科利亞達（聖誕頌歌）
在聖誕晚宴結束和接下來的守夜中，烏克蘭家庭通常會唱科利亞達（聖誕頌歌）。在一些社區中，年輕人、組織和教堂的成員會組成小組，拜訪家庭，並收集捐款，延續古老的烏克蘭頌歌傳統。一些著名的聖誕頌歌包括《新的喜悅來臨》、《永恆之神誕生》、《晚上好，主人先生》、《伯利恆現在有消息了》、《天地正在慶祝》和《上帝統治》。

### 迪杜赫（祖父）
在農村中，家庭的主人會帶進一捆穀物，稱為迪杜赫，象徵古老而豐富的小麥作物是烏克蘭歷世歷代的生命支柱。迪杜赫的字面意思是「祖父之靈」，因此它也象徵著家庭的祖先。在烏克蘭城市的家庭中，迪杜赫可以被購買，其通常由編織的穀物和乾草花草製成。

## 另見
- 舊新年
- 烏克蘭教會曆法改革